# Pseudosparna
Pseudosparna es un género de escarabajos longicornios categorizado en la tribu Acanthocinini, de la subfamilia Lamiinae. Fue descrito por Mermudes y Monné en 2009.

## Especies
- Pseudosparna amoena Mermudes y Monne, 2009
- Pseudosparna antonkozlovi Santos-Silva y Nascimento, 2019
- Pseudosparna aragua Mermudes y Monne, 2009
- Pseudosparna boliviana Monne y Monne, 2011
- Pseudosparna flaviceps (Bates, 1863)
- Pseudosparna luteolineata Mermudes y Monne, 2009
- Pseudosparna mantis Devesa y Santos-Silva, 2020
- Pseudosparna pichincha Monné y Monné, 2014
- Pseudosparna triangulata Nascimento y McClarin, 2018
- Pseudosparna tucurui Monné y Monné, 2014
- Pseudosparna ubirajara Dalens y Touroult, 2015